# Hahniidae
Hahniidae Bertkau, 1878 è una famiglia di ragni appartenente all'infraordine Araneomorphae.

## Etimologia
Il nome deriva da Carl Wilhelm Hahn, zoologo e aracnologo tedesco (16 dicembre 1786 - 7 novembre 1835), ed il suffisso -idae, che designa l'appartenenza ad una famiglia.

## Caratteristiche
Sono ragni molto piccoli, in genere non superano i 2 millimetri di lunghezza, detti anche ragni nani del foglio, perché costruiscono tele molto delicate dalla forma di un piccolo foglio o lenzuolo e, diversamente da altri ragni, la tela non serve per una pronta ritirata. La seta con cui è tessuta è estremamente sottile. Sono facilmente identificabili per la sistemazione obliqua delle loro sei filiere. L'ultimo intervallo della filiera esterna è piuttosto lungo e prevale sugli altri.

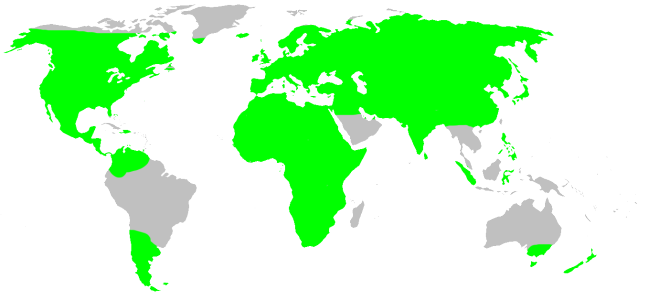
Hahniidae - distribuzione

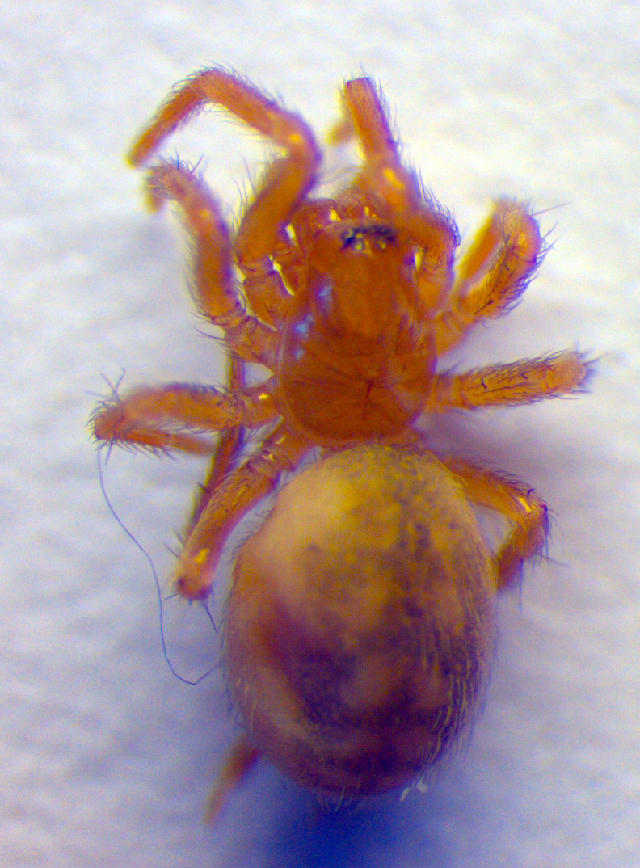
Hahnia helveola

## Comportamento
Il loro habitat preferito è in posti umidi, nei pressi di acqua o di muschio e viene rinvenuto spesso fra le foglie di arbusti e alberi o negli ammassi di foglie cadute sul terreno.

## Distribuzione
La famiglia è pressoché cosmopolita, ad eccezione di gran parte dell'Australia, della parte centrale dell'America meridionale e di alcune zone del Asia sud-orientale.

## Tassonomia
Attualmente, a novembre 2020, si compone di 24 generi e 353 specie:
1. Alistra Thorell, 1894 — Oceania, Filippine, Sumatra, Sri Lanka
2. Amaloxenops Schiapelli & Gerschman, 1958 — Argentina
3. Antistea Simon, 1898 — Nordamerica, Europa, Russia
4. Asiohahnia Ovtchinnikov, 1992 — Kazakistan, Kirgizistan
5. Austrohahnia Mello-Leitão, 1942 — Argentina
6. Chorizomma Simon, 1872[2] - Francia, Spagna
7. Cicurina Menge, 1871[2] - USA, Canada
8. Cybaeolus Simon, 1884 — Cile, Argentina
9. Hahnia C. L. Koch, 1841 — America, Africa, Europa, Asia
10. Hahniharmia Wunderlich, 2004 - Europa
11. Harmiella Brignoli, 1979 — Brasile
12. Hexamatia Rivera-Quiroz, Petcharad & Miller, 2020 - Thailandia, Cina
13. Iberina Simon, 1881 — Russia, Francia
14. Intihuatana Lehtinen, 1967 — Argentina
15. Kapanga Forster, 1970 — Nuova Zelanda
16. Lizarba Roth, 1967 — Brasile
17. Mastigusa Menge, 1854[2] - Francia, Ungheria, Russia
18. Neoantistea Gertsch, 1934 — dal Canada alla Costa Rica, Russia, Asia
19. Neoaviola Butler, 1929 — Australia
20. Neohahnia Mello-Leitão, 1917 — America meridionale
21. Pacifantistea Marusik, 2011 — Russia, Giappone
22. Porioides Forster, 1989 — Nuova Zelanda
23. Rinawa Forster, 1970 — Nuova Zelanda
24. Scotospilus Simon, 1886 — Tasmania, Nuova Zelanda, India

### Generi trasferiti, inglobati
1. Calymmaria Chamberlin & Ivie, 1937[3] — dal Messico al Canada
2. Cryphoeca Thorell, 1870[3] — Regione paleartica
3. Cryphoecina Deltshev, 1997[3] — Montenegro
4. Dirksia Chamberlin & Ivie, 1942[3] — USA, Alaska, Francia
5. Ethobuella Chamberlin & Ivie, 1937[3] — Nordamerica
6. Neocryphoeca Roth, 1970[3] — USA
7. Tuberta Simon, 1884[3] — dall'Europa all'Azerbaigian
8. Willisus Roth, 1981[3] — USA

### Generi fossili
- Cymbiohahnia Wunderlich, 2004 - fossile, Paleogene [4].
- Eohahnia Petrunkevitch, 1958 - fossile, Paleogene[4].
- Protohahnia Wunderlich, 2004 - fossile, Paleogene[4].